# Oto Nemsadze
Otar Nemsadze, conosciuto come Oto Nemsadze (in lingua georgiana: ოთო ნემსაძე) (Gori, 18 giugno 1989) è un cantante georgiano.
Ha rappresentato la Georgia all'Eurovision Song Contest 2019 con il brano Sul tsin iare, non riuscendo a qualificarsi per la serata finale.

## Biografia
Nel 2010 ha vinto la terza edizione del talent show Geostar, la versione georgiana del format Idol. Nel 2013 ha partecipato a The Voice of Ukraine, dove è stato finalista. Il suo album di debutto A Sea of Thoughts è stato pubblicato il 18 settembre 2013 su etichetta discografica Bravo Records. Nel 2017 ha preso parte al processo di selezione georgiano per l'Eurovision insieme al gruppo Limbo con il brano Dear God, arrivando 10º su 25 partecipanti.
Nel 2019 è stato concorrente di Georgian Idol. Il talent show è stato utilizzato come programma di selezione per la ricerca del rappresentante eurovisivo nazionale. Ha vinto la serata finale del 3 marzo, dove ha cantato l'inedito Sul tsin iare ottenendo il 44% dei voti su quattro concorrenti, e di conseguenza ha vinto il diritto di rappresentare il suo paese all'Eurovision Song Contest 2019 a Tel Aviv, in Israele. Qui si è esibito nella prima semifinale del 14 maggio, ma non si è qualificato per la finale, piazzandosi 14º su 17 partecipanti con 62 punti totalizzati, di cui 33 dal televoto e 29 dalle giurie.

## Discografia

### Album in studio
- 2013 – A Sea of Thoughts

### Singoli
- 2017 – Dear God (feat. Limbo)
- 2019 – Sul tsin iare